# Brainard (Californie)
Pour les articles homonymes, voir Brainard.
Brainard est un secteur non constitué en municipalité du comté de Humboldt (Californie), aux États-Unis. Elle est située sur la Northwestern Pacific Railroad, à environ 4 milles (6,4 km) au sud-sud-ouest d'Arcata, à une altitude de 7 pieds (2 m).